# 努阿耶莫佩尔蒂
努阿耶莫佩尔蒂（法語：Nouaillé-Maupertuis，法語發音：[nwaje mopɛʁtɥi]）是法国新阿基坦大区维埃纳省的一个市镇，普瓦捷市区东南，属于普瓦捷区。

## 地理
努阿耶莫佩尔蒂（46°30'31"N, 0°24'51"E）面积22.13 平方千米，位于法国新阿基坦大区维埃纳省，该省份为法国中西部省份，北起曼恩-卢瓦尔省和安德尔-卢瓦尔省，西接德塞夫勒省，南至夏朗德省，东南接上维埃纳省，东临安德尔省。
与努阿耶莫佩尔蒂接壤的市镇（或旧市镇、城区）包括：米尼亚卢-博瓦尔、尼约伊莱斯普瓦尔、罗什普雷马里-昂迪耶、圣伯努瓦、斯马尔沃、拉维勒迪约迪克兰。

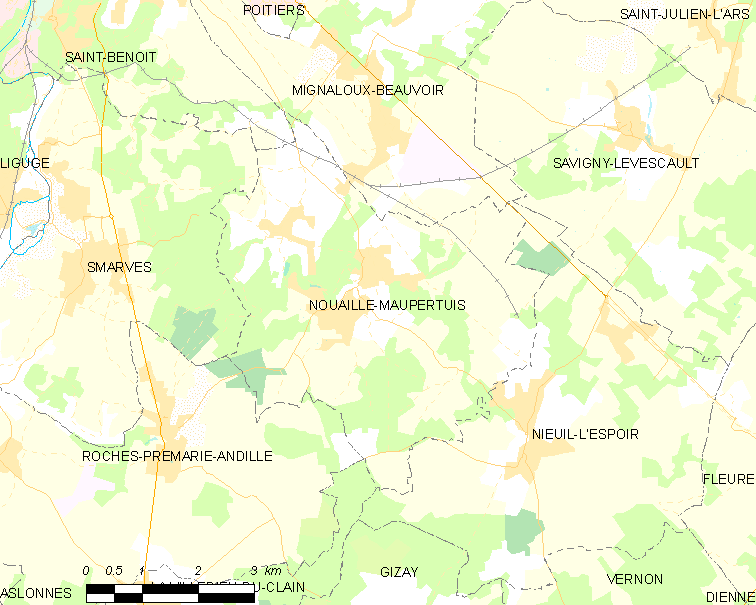
努阿耶莫佩尔蒂的OSM定位图

努阿耶莫佩尔蒂的时区为UTC+01:00、UTC+02:00（夏令时）。

## 行政
努阿耶莫佩尔蒂的邮政编码为86340，INSEE市镇编码为86180。

## 政治
努阿耶莫佩尔蒂所属的省级选区为维沃讷县。

## 人口

1962-2008年间努阿耶莫佩尔蒂人口变化图示

努阿耶莫佩尔蒂于2022年1月1日时的人口数量为2955人。